# Méthode Baunscheidt

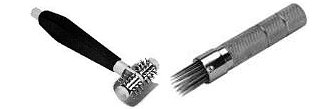
outil dit Lebenswecker

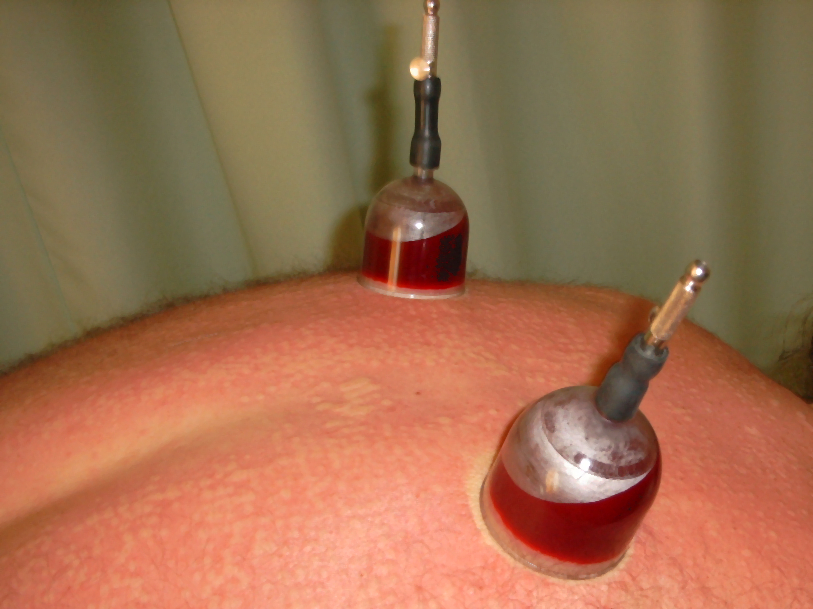
Effet de saignée (autrefois dit à « ventouse humide ») obtenu avec la méthode Baunscheidt

Au XIXe siècle un ingénieur et inventeur allemand, Carl Baunscheidt (1809-1874), a proposé et testé une méthode dite « méthode Baunscheidt » (ou Baunscheidttherapie pour les Allemands), appliquée au moyen d'un appareil parfois appelé « sangsue artificielle ».
Sa méthode combine trois éléments :
- le percement de nombreux trous à la surface de la peau au moyen d'un outil évoquant le matériel de tatouage et l'application d'une ventouse.
- l'utilisation d'une huile minérale
- et éventuellement l'utilisation de ventouses.

Ce moyen médical encore utilisé dans les pays dits occidentaux au début du XXe siècle n'est plus enseigné par la médecine contemporaine dite "moderne". On le classe donc dans les médecines dites "traditionnelles". Il doit être pratiquée par un spécialiste et dans le respect des règles d'hygiène en raison des risques d'infections. Il ne doit pas être confondu avec l'hirudothérapie qui utilise la sangsue médicinale, car ces dernières contribuent aussi à liquéfier le sang et ne l'aspirent chacune qu'en un seul point.

## Origine et histoire de la méthode
Baunscheidt aurait eu l'idée de cette méthode en 1848.
À cette époque il souffre de la goutte et de douleurs rhumatismales dans la main droite. Un soir d'été, dans son jardin, il est piqué par un moustique. Le lendemain matin, il est frappé par le fait qu'à l'endroit où le bouton de moustique s'est développé ses douleurs rhumatismales ont disparu. Il imagine alors un moyen mécanique d'imiter la piqûre de moustiques, et sa réaction allergique, via un dispositif à aiguilles qui injectera dans la couche superficielle de la peau un irritant (du pétrole). Sa méthode a été testée sur de nombreux patients, puis recommandée par l'ancienne faculté de médecine de Bonn avant de se répandre dans le monde.
L'huile Baunscheidt fera partie de l'équipement médical de nombreux navires. En 1900 plus de 300 médecins appliquent encore sa méthode en Allemagne est encore pratiquée dans plus de 300 médecins seulement le processus Baunscheidt. Avec le développement de produits pharmaceutiques chimiques, cette méthode ingénieuse à la fin du XXe siècle était presque exclusivement utilisé par les guérisseurs traditionnels. La composition de cette huile a varié selon les époques, pays, thérapeutes ou maladies ou organes ciblés. En Allemagne aujourd'hui une seule huile (Baunscheidt-Öl BZ, ; « histaminhaltiges Öl » ou « huile d'histamine ») est autorisée.
D'autres systèmes à aiguilles (réglables ou non), dont à rouleau seront développés par ses successeurs. Des huiles plus complexes ont été fabriquées pour traiter diverses pathologies. Elles contiennent (ou ont contenu) par exemple une certaine proportion d'irritants supposés doper le système immunitaire, tels que dichlorhydrate d'histamine, camphre, acide formique ou certaines huiles essentielles (de romarin, genièvre, clou de girofle) diluées avec un peu de résine et d'éthanol dans de l'eau.
D'autres inventeurs ont présenté des « sangsues artificielles » ou « sangsues mécaniques » , notamment pour remplacer les sangsues qui se raréfiaient et qu'il était difficile d'emmener et d'élever à bord des navires au long cours. C'est le cas par exemple du médecin Jean-Baptiste Sarlandière (inventeur en 1817 du bdellomètre et du Dr Wiegand, chirurgien major de la marine royale des Pays-Bas.

## Indications
Exemple d'indications citées par le site internet allemand consacré à ce mode thérapeutique ;
- Arthrose
- Maux de la colonne vertébrale
- Arthrite, Polyarthrite chronique
- Spondylarthrite ankylosante
- Sciatique
- Névralgies
- Bronchite
- Asthme bronchique
- Troubles du Foie et de la vésicule biliaire (troubles du sommeil)
- Troubles digestifs
- Otite moyenne chronique
- Acouphènes
- Hypotension
- Troubles de la vessie
- Troubles rénaux
- Étourdissements, somnolence
- Démangeaisons (sans modifications de la peau, eczéma sec)

## Principe de la "sangsue artificielle"
Baunscheidt a pensé que poser une ventouse sur de la peau préalablement percée de multiples petits trous (plutôt que scarifiée dans le cas des ventouses dites « humides », permettrait non seulement faire remonter le sang dans de derme, mais aussi de l'aspirer facilement hors du corps. Il combine ainsi deux principes de la médecine occidentale ancienne :
- l'idée que la pose d'une ventouse au-dessus d'un organe malade puisse attirer le sang ou un excès de sang vers le derme, mais aussi extirper certaines humeurs ou le « mauvais sang » hors des organes sous-jacents supposés malades.
- l'idée que la saignée (ou l'aspiration du sang au moyen de sangsues) pouvait décongestionner et évacuer ces "humeurs mauvaises".

Pour cela, Baunscheidt a inventé un appareil muni de multiples fines aiguilles d'acier. La profondeur de pénétration des aiguilles est réglable en fonction de l'épaisseur de la peau, qui dans sa méthode ne doit pas saigner (hormis là et quand on y applique une ventouse).

## Efficacité
L'efficacité de la méthode ne semble pas avoir fait l'objet d'études scientifiques poussées.
On observe un phénomène inflammatoire, avec des éruptions, une rougeur et une augmentation de la température de la peau, ainsi que l'augmentation du nombre de macrophages par centimètre carré dans les tissus superficiels de la région traitée. L'immunostimulation de l'ensemble de l'organisme reste discutée, l'impression de bien-être ressentie par certains patients pouvant aussi avoir une origine psychosomatique.
Une explication contemporaine d'éventuels effets bénéfiques pourrait être que le stress induits par ces micro-traumatismes puisse donner un coup de fouet au système immunitaire, via la production d'histamine, de cytokines ; L'usage des ventouses pourrait aussi contribuer à décongestionner la zone sous-jacente (par effet dit de « révulsion »). L'adjonction d'une huile sur les milliers de piqures faites à la surface de la peau pourrait quant à elle peut-être jouer un rôle similaire à celui de certains adjuvants vaccinaux, contribuant à provisoirement « doper » le système immunitaire.
Dans la médecine chinoise traditionnelle, le thérapeute griffe légèrement la peau à l'endroit d'un point réflexe d'acuponcture avant d'y apposer la ventouse.
On peut supposer que le caractère "impressionnant" de l'opération pouvait aussi voir un effet psychologique susceptible sur le patient.

## Contre-indications
- maladies de peau (le poinçonnement de la peau doit aussi éviter les grains de beauté, blessures ou anomalies de la peau)
- Maladie auto-immune
- Allergies aux huiles minérales (Baunscheidtöl)